# Léonin
Léonin ou Leoninus (Paris, c. 1135 – 1201) foi um compositor francês que fez parte da Escola de Notre-Dame. A única referência escrita ao músico foi registrada mais de um século após sua morte por um monge britânico anônimo, que o descreveu como "o maior compositor de órganon para amplificação do serviço divino". Mestre de capela da igreja da Bienheureuse-Vierge-Marie (que em breve, viria a ser a catedral de Notre-Dame) e primeiro grande representante da Escola de Notre Dame, era considerado o melhor compositor de órganons do seu tempo. Não há registro de qualquer documento que possa estabelecer a sua biografia, nem de qualquer manuscrito cuja autoria lhe possa ser atribuída com certeza.
A paternidade do Magnus liber organi (que lhe é atribuído por um autor inglês do século XIII) é ainda discutida; por outro lado, essa obra só é conhecida sob a forma de cópias um pouco mais tardias. Magnus liber organi de gradali et antiphonarii pro servitio divino multiplicando (c.1160-1180) foi revisto e completado por seu sucessor, Pérotin: mais de 80 órganons a 2 vozes, onde ora a melodia do cantochão se apresenta em valores muito longos, com a segunda voz sobreposta aos seus arabescos, ora as duas vozes se deslocam nota contra nota.